# Kadima
Kadima (en hebreo: קָדִימָה‎ Kadima; literalmente, «Adelante»), fue un partido político israelí de ideología centrista. Fue fundado por el primer ministro Ariel Sharón tras abandonar el derechista Likud, el 21 de noviembre de 2005.

## Nombre del partido
Kadima, que significa "Hacia delante" o "Adelante", apareció pocos días después de que Sharon lo fundara. Sin embargo, este nombre no fue adoptado de forma inmediata, sino que el nombre inicial fue "Responsabilidad Nacional" (en hebreo, אחריות לאומית, [ajraiut leumit]), nombre propuesto por la ministra de justicia Tzipi Livni y apoyado fervientemente por Reuven Adler, colaborador y asesor de estrategia de Sharon. Aunque "Responsabilidad Nacional" sea considerado un nombre provisional, en principio era mucho más popular que "Kadima", y parecía que iba a ser el nombre definitivo. Pero el 24 de noviembre de 2005 se anunció que el partido adoptaría el nombre definitivo de "Kadima".

## Rumores de ruptura
La tensión política entre Sharon y la derecha más radical, tanto dentro del Likud como fuera, fue un tema de especulación en los medios de comunicación israelíes. El rumor de que Sharon podría abandonar su propio partido para fundar uno nuevo, formado por sus aliados en el Likud y abierto a los miembros descontentos de otros partidos se conocía en Israel como el "big bang", debido a que conllevaría una reorganización radical del mapa político israelí.

## Secesión del Likud
Varios factores desencadenaron la salida de Sharon del Likud. Tras la ruptura oficial del partido, Sharon aseguró que era una decisión tomada sin pensarlo mucho, por lo cual los críticos han puesto en duda su papel como nuevo referente político y como forjador de coaliciones en el Israel actual.
El objetivo de Sharon al crear Kadima es el no tener que estar sometido a las rígidas directrices del Likud, además de poder optar a un tercer mandato como primer ministro en 2006.

### Escenario de la ruptura
Sharon es conocido por sus complejas coaliciones en la política de Israel. Comenzó su carrera política con tendencias izquierdistas, cuando pertenecía a las Fuerzas Armadas de Israel y bajo la tutela de David Ben-Gurión. De hecho, Sharon llegó a ser líder del izquierdista Partido Shlomtzion. Después su ideología fue evolucionando hacia el centro-derecha y comenzó a asentarse en el Likud, el cual llegó al poder por primera vez en 1977 bajo el liderazgo de Menachem Begin.
Cuando Sharon emergió como héroe de guerra tras la guerra de Yom Kipur (1973), aportó su prestigio personal para impulsar al Likud de una forma extraordinaria y ayudó a que alcanzara el poder bajo el liderazgo de Menachem Begin en 1977. El crecimiento del Likud llevó a la democracia israelí a su fase de madurez, ya que era la primera vez que un partido de la oposición llegaba al poder de forma pacífica. Fue también un triunfo de los ideales del Revisionismo Sionista, que consiguió representación en el gobierno israelí.
Sharon colaboró en la creación del Likud al ser un elemento integrador (Likud significa "consolidación") entre algunos partidos liberales israelíes y el Partido Herut, todos ellos conocidos globalmente como Gahal. Sharon lideró el Likud desde 1999, arrebatando el puesto a Benjamin Netanyahu. Fue nombrado primer ministro de Israel en 2001.
Sharon formó otra coalición cuando convenció a los laboristas en diciembre de 2004 de que le apoyaran para llevar a cabo su plan de evacuación de la franja de Gaza, formando así un gobierno de unidad. De este modo, Sharon dejó aislados a los partidos más radicales de la derecha, que hasta entonces habían sido sus aliados más firmes.

### Oposición interna en el Likud
En 2005, la llevada a cabo del plan de retirada unilateral israelí sacó a la luz las discrepancias internas en el seno del Likud y en la sociedad israelí en general. Netanyahu aceleró la fractura del partido al presentarse como el líder de la facción más conservadora, que se negaba a la evacuación. Al mismo ritmo que la popularidad de Sharon crecía entre la ciudadanía Israelí, iba menguando dentro de su propio partido.
Sharon se benefició políticamente del inicio de la Intifada de Al-Aqsa, en septiembre de 2000, en respuesta al fracaso de las negociaciones con los palestinos para alcanzar una "situación final" en la Cumbre de Paz de Camp David de 2000. Mientras Ehud Barak continuaba haciendo concesiones a los palestinos en la conferencia de Taba en enero de 2001, las oleadas de atentados suicidas crearon una sensación general de inseguridad, y una fuerte desconfianza en la buena fe de los palestinos. El descontento general con las políticas de centro-izquierda y las falsas perspectivas de alcanzar una paz negociada con los palestinos, provocó un vuelco a la derecha en el panorama político, que fue aprovechado por Sharon y el Likud.
Sharon fue nombrado primer ministro en marzo de 2001, habiendo vencido a los laboristas de Barak por un amplio margen. Sharon fue reelegido de forma aplastante en 2003, batiendo al laborista y pacifista Amram Mitzna.
Cuando Sharon comenzó a alinearse con los laboristas y otros partidos más moderados, los políticos más derechistas del Likud se alzaron como sus opositores más feroces, propiciándole varias derrotas en la Knéset. Como muestra de descontento, rechazaron confirmar a los aliados más cercanos de Sharon en algunos puestos ministeriales en 2005. Esta ruptura de la disciplina de partido debilitó las políticas gubernamentales de Sharon, el cual tuvo que dedicarse por completo a mantener la unidad del partido.
Netanyahu dimitió el 7 de agosto de 2005 como ministro de Economía, alegando que no estaba dispuesto a participar en un gobierno que ponía en peligro la seguridad de los ciudadanos de Israel al imponer el plan de retirada de Gaza. Sharon fue incapaz de conseguir que el Comité Central de Likud aprobara la designación de su aliado Ehud Ólmert para sustituir a Netanyahu, lo cual supuso una gran frustración y humillación personal para Sharon.

### Dimisión de los ministros laboristas
La etapa final de la ruptura se produjo cuando Shimon Peres, aliado de Sharon, fue derrotado de forma inesperada por el líder del Histadrut, Amir Péretz, en las elecciones primarias del Partido Laborista el 8 de noviembre de 2005.
La primera decisión de Peretz en su nuevo cargo fue la de retirar a todos los ministros laboristas del gobierno de unidad de Sharon, reclamando la disolución de la Knéset y la anticipación de las elecciones para marzo de 2006, las cuales en principio estaban previstas para noviembre del mismo año.
Cuando todos los ministros laboristas habían dimitido, Sharon perdió el apoyo del ala más centrista del laborismo, que había conseguido gracias a la moderación de su agenda política, consistente en conversaciones continuas con la ANP para conseguir unas "fronteras permanentes" y la resolución final del conflicto palestino-israelí.

### Movimientos futuros
Tal y como implica el nombre de Kadima, Sharon afirma que pretende ir "hacia delante". El ala derechista del Likud le ha frustrado a causa de su inflexibilidad, ya que estos siempre han pedido más contrapartidas por parte de los palestinos. Algunos incluso han pedido su salida del Likud, alegando entre otras razones, la condena a su hijo Omri Sharon el 14 de noviembre de 2005 por obtener fondos ilegales para financiar las últimas campañas electorales.
Sharon obtuvo de inmediato el apoyo oficial de más de los 14 miembros de la Knéset (más de un tercio de los 40 miembros del Likud de la Knéset) necesarios para poder optar a los beneficios constitucionales que se otorgan a los nuevos partidos. 
Sharon continuó como primer ministro y obtuvo la facultad de cubrir a voluntad los puestos que dejaron los ministros laboristas. Durante la primera semana de la existencia del nuevo partido, Sharon intentó cubrir estas vacantes del Gobiernos con miembros del Kadima. El 22 de noviembre de 2005, Sharon consiguió el beneplácito del presidente Moshé Katsav y del fiscal general Menachem Mazuz para convocar elecciones anticipadas el 28 de marzo de 2006.
Según el diario Haaretz, las encuestas de intención de voto daban por ganador a Kadima a finales de noviembre de 2005. Si el Kadima hubiese obtenido la mayoría de los sufragios tal como se esperaba, Sharon hubiese conseguido un tercer mandato como primer ministro. 
Como al poco tiempo de crearse el Kadima, Sharon comienza a experimentar serios problemas de salud (que fueron minimizados en un primer momento por su partido), Kadima se vio envuelto en cierta incertidumbre que finalmente tuvo como desenlace la elección de Ehud Olmert el 16 de enero de 2006 como el candidato y jefe del partido para las elecciones del marzo de ese año. A pesar de esta inestabilidad, Kadima seguía liderando las encuestas, por lo que obtuvo 29 Escaños y fue convocado a formar un gobierno con el presidente Moshe Katsav. Olmert formó una coalición con el Partido Laborista, Shas y Gil, gobierno el que fue juramentado el 4 de mayo de ese año. Yisrael Beiteinu, el partido sionista cuyo nombre significa "Israel es nuestra casa" entró a formar parte de la colación de gobierno en octubre de ese año, pero abandonó la colación en un arrebato nacionalista en 2008, en protesta por las negociaciones retomadas con la Autoridad Nacional Palestina. 
Olmert renunció como líder del partido en 2008, trayendo como resultado unas elecciones primarias internas llevadas a cabo el 17 de septiembre. Fue elegida como líder Tzipi Livni, quien venció a Shaul Mofaz, Meir Sheetrit y Avi Dichter. A continuación, sin embargo, Livni no pudo formar una coalición de gobierno, puesto que rehusaba complacer las demandas de Shas, lo que adelantó las elecciones siguientes a febrero de 2009. En dichas elecciones, Kadima mantuvo su posición como el partido mayormente representado en la Knesset, ganando 28 escaños, uno más que Likud. Sin embargo, el Likud de Benjamin Netanyahu fue convocado por el presidente Peres a formar el Gobierno una vez se dieran las consultas con las delegaciones de todos los partidos con presencia en Knesset.

## Objetivos y plataformas políticas
Al principio, la política del Kadima fue el reflejo directo de las ideas y objetivos de Sharon. 
Sin embargo, la desbandada que se ha producido (y se sigue produciendo) desde el Likud y en menor medida desde otros partidos, hace pensar que el Kadima podría acabar siendo un mero sustituto del Likud, pero sin el ala más radical, es decir, Netanyahu y sus afines. Es decir, que la maniobra de Sharon podría haber servido únicamente para deshacerse de Netanyahu y así poder adueñarse por completo del nuevo partido. La radicalización y aislamiento del Likud es tal que incluso Saúl Mofaz, ministro de defensa, que en principio rechazó unirse al Kadima, acabó uniéndose a Sharon tras comprobar que tenía perdida la batalla de las primarias contra Netanyahu.
Desde el Kadima se ha asegurado que pretenden establecer un partido realmente centrista y liberal. Parece que Sharon desea atraer a políticos de otros partidos sin importar sus anteriores ideologías, a cambio de que acepten su liderazgo y la implementación de una agenda moderada. Sharon creyó firmemente en la hoja de ruta y mantuvo una fuerte alianza con el presidente estadounidense George W. Bush, lo cual podrá tomarse como termómetro para entender la política exterior del nuevo partido.
Sin embargo, los objetivos y acciones concretas de Kadima, que ha ganado las elecciones de 2009, pero no ha podido liderar el gobierno, aún no pueden establecerse sin lugar a dudas. Es, a juicio de la reacción derechista más radical en Israel, sólo el partido de un viejo lobo que trata de pasar a la historia como el hombre que ha fijado las fronteras definitivas de Israel a costa de ceder territorio a los palestinos. Kadima, "el partido del ego de Sharon" podría ser más que eso ya que ha nacido con una visión de moderación muy necesaria para la paz israelo-palestina, y con, quizá, una tarea que lo distingue y puede ser anunciada como su objetivo concreto, la desocupación unilateral de la franja de Gaza.

## Miembros influyentes del Kadima
- Ehud Ólmert, primer ministro de Israel. Anunció su renuncia pero sigue en funciones hasta que la kneset confirme al sucesor.
- Tzipi Livni, Ministra de Relaciones Exteriores, Presidente del partido. El Presidente le encomendó formar un nuevo gobierno tras la dimisión de Ólmert, pero no logró formar coalición. Candidata a primer ministro por Kadima para las elecciones de febrero de 2009.
- Shaúl Mofaz, ministro de Transporte. Perdió las elecciones internas de Kadima contra Livni por un margen estrecho. Bajo los gobiernos de Sharón fue Comandante en Jefe de las FDI y más tarde ministro de Defensa.
- Shimon Peres, Presidente de Israel.
- Dalia Itzik, Presidente de la Kneset.

## Resultados electorales
| Año  | Líder       | Votos        | %     | Resultado | +/- | Gob       |
| ---- | ----------- | ------------ | ----- | --------- | --- | --------- |
| 2006 | Ehud Olmert | 690.901 (#1) | 22,02 | 29/120    |     | Gobierno  |
| 2009 | Tzipi Livni | 758.032 (#1) | 22,47 | 28/120    | 1   | Oposición |
| 2013 | Shaul Mofaz | 79.081 (#12) | 2,10  | 2/120     | 26  | Oposición |